# Aluminoxane
Un aluminoxane est un composé organoaluminique de formule générale [RAlO]m[R2AlO0,5]n[R2AlOH]p, où R est un substituant organique et m, n et p sont des nombres entiers ; les atomes d'aluminium ont une géométrie tétraédrique, tandis que les atomes d'oxygène ont une coordinence égale à 3,.
Le méthylaluminoxane, ou MAO, est très utilisé dans la polymérisation des alcènes comme composant des catalyseurs de Kaminsky. Ces composés sont généralement obtenus par hydrolyse partielle de trialkylaluminium AlR3, par exemple les MAO par hydrolyse de triméthylaluminium Al2(CH3)6, ou les triisobutylaluminoxanes (TiBAO) par hydrolyse de triisobutylaluminium ((CH3)2CHCH2)3Al. Cette hydrolyse est une réaction exothermique. On la réalise en faisant réagir une solution d'hydrocarbure contenant le trialkylaluminium avec des sels cristallins hydratés tels que le sulfate de cuivre pentahydraté.

Octa-aluminoxane (R = tert-Bu).
Aluminoxane à hydroxyles (R = tert-Bu).

Les aluminoxanes sont des activateurs de catalyseurs pour la formation de polyoléfines, tels que les catalyseurs de Ziegler-Natta. Ils se présentent généralement comme des solides blancs qu'on utilise en solution. Ils agissent également pour éliminer les impuretés protiques comme l'eau des milieux réactionnels.